# Éric Charlebois
Pour les articles homonymes, voir Charlebois.
Éric Charlebois, né le 29 février 1976 à Hawkesbury en Ontario au Canada, est un professeur, chroniqueur et poète canadien,.

## Biographie
En 1999, Éric Charlebois obtient un baccalauréat en lettres françaises à l’Université d’Ottawa, puis  un diplôme de L’école des sciences de l’éducation de l’Université Laurentienne en 2000. Par la suite, il enseigne le français à l’École secondaire de Plantagenet,.
Éric Charlebois fait aussi de la révision linguistique et du montage. Il prépare et présente aussi divers ateliers. Il termine sa thèse de maîtrise en littérature, avec une spécialisation en eidétique, en ontologie et en phénoménologie, en vue d'un doctorat.
Il a été analyste au hockey des Hawks à TV Cogeco Hawkesbury et chroniqueur à l'émission CJHL Snapshots sur TV Cogeco.
En 2019, il s'est joint à l'équipe d'Apprends & Entreprends, entreprise se spécialisant en éducation entrepreneuriale et en pédagogie entrepreneuriale et développant des ressources pédagogiques, didactiques et ludiques.
Depuis juin 2014, Éric est président de l’Association des auteures et auteurs de l’Ontario français.

## Œuvres
- Ailes de taule : poésie, Sudbury, Édition Prises de parole, 2015, 79 p.  (ISBN 9782894239452)
- Compost-partum, Ottawa, Éditions David, 2014, 99 p.  (ISBN 9782895974345)
- Le miroir mural devant la berceuse électrique, Ottawa, Éditions David, 2012, 104 p.  (ISBN 978-2-89597-262-4)
- Lucarnes, Ottawa, Éditions David, 2009, 83 p.  (ISBN 978-2-89597-116-0)
- Circatrices, Ottawa, Éditions David, 2008, 129 p.  (ISBN 978-2-89597-089-7)
- Cinérite, Fertilité des cendres ou Tradition du mouvement, Ottawa, Éditions David, 2006, 207 p.  (ISBN 978-2-89597-063-7)
- Centrifuge. Extraits de narration. Poésie faite de concentré, Ottawa, Éditions David, 2005, 162 p.  (ISBN 2-89597-041-6) 19e Prix Trillium de la poésie
- Péristaltisme. Clystère poétique, Ottawa, Éditions David, 2004, 111 p.  (ISBN 2-89597-018-1)
- Faux-fuyants, Ottawa, Éditions Le Nordir, 2002, Prix Trillium-Nouvelle poésie 2003, 58 p.  (ISBN 2-89531-016-5) Prix Le Droit-Poésie 2003

## Prix et honneurs
- 2003: Prix Trillium-Nouvelle poésie 2003 Prix Le Droit-Poésie
- 2005: Prix Trillium de la poésie